# Forschungszentrum Jülich

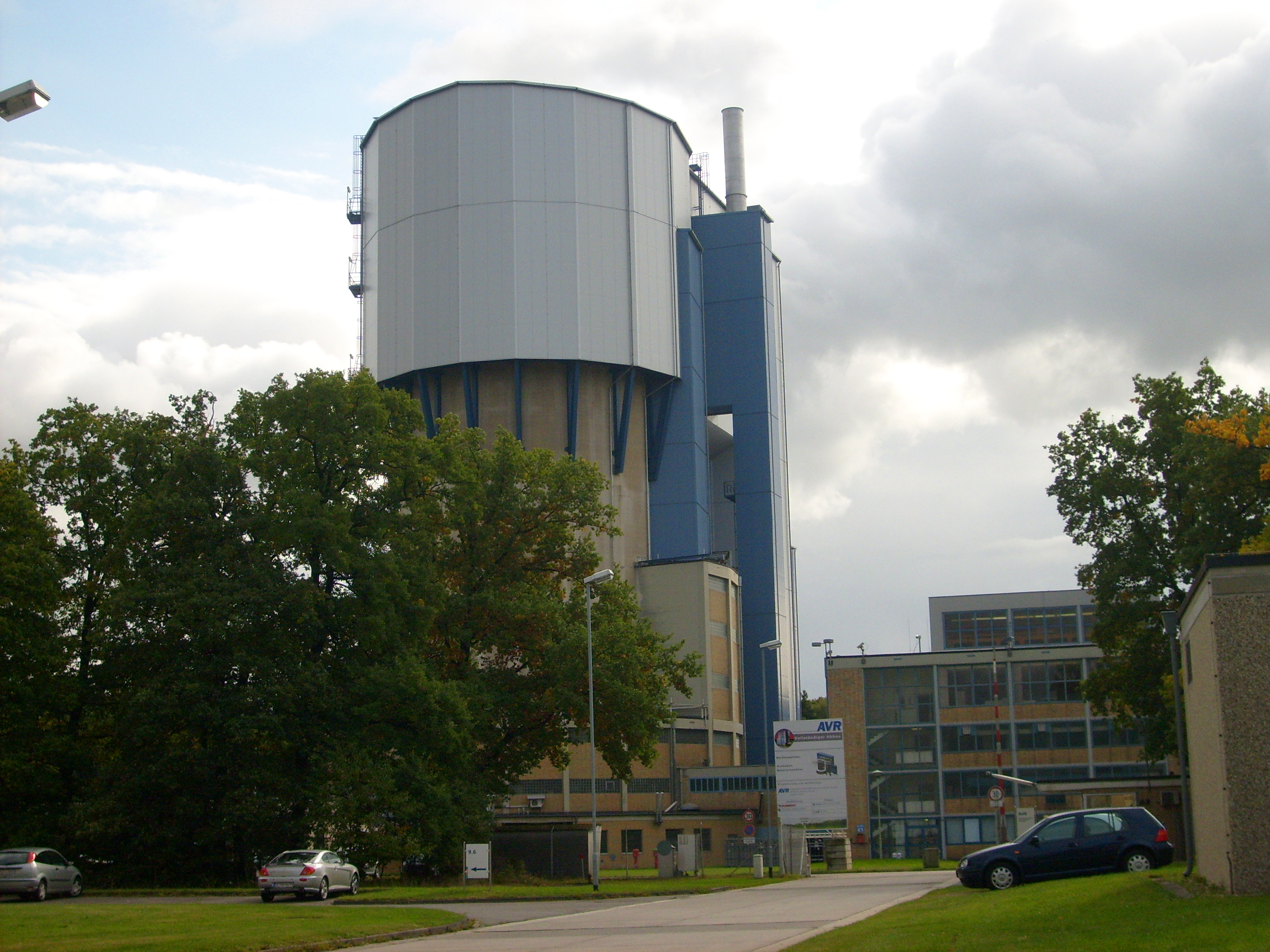
Hogetemperatuurreactor AVR op het terrein van het Forschungszentrum Jülich.

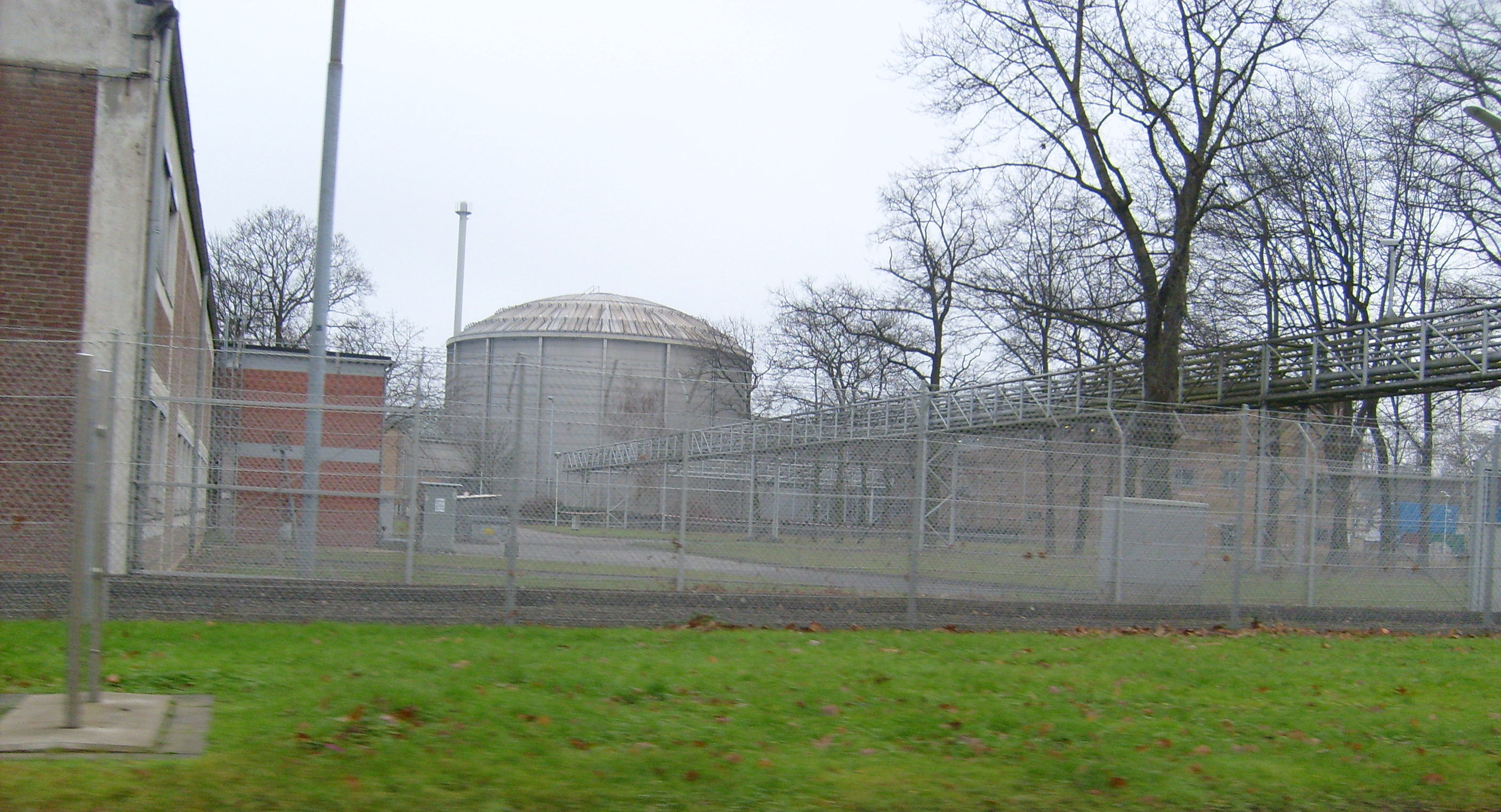
Onderzoeksreactor Jülich 2 (DIDO)

Het Forschungszentrum Jülich GmbH is een onderzoekscentrum in Jülich, Duitsland dat onderdeel uitmaakt van de Helmholtz-Gemeinschaft (Duitse gemeenschap van onderzoeksinstituten) en is met 4.400 medewerkers een van de grootste interdisciplinaire onderzoekscentra in Europa. Natuurkunde en het gebruik van supercomputers vormen de basis voor het onderzoek in het Forschungszentrum Jülich. Dit onderzoek kan worden ingedeeld in vier gebieden: gezondheid, energie, milieu en informatie.

## Geschiedenis
Het onderzoekscentrum werd opgericht in 1956 als Kernforschungsanlage Jülich (nucleair onderzoeksinstituut Jülich). Wetenschappers verrichtten er destijds alleen onderzoek naar kernenergie en hadden daartoe drie kernreactors tot hun beschikking:
- De MERLIN-reactor, ook wel bekend als FRJ-1, was een onderzoeksreactor met een vermogen van vijf megawatt en in werking van 1962 tot 1985.
- De DIDO-reactor, ook wel bekend als FRJ-2, was een kernreactor van het type DIDO en in werking van 1962 tot 2006.[2]
- De AVR-reactor (Arbeitsgemeinschaft Versuchsreaktor) was de eerste hogetemperatuurreactor ter wereld en in werking van 1966 tot 1988. Deze stond niet op het eigenlijke terrein van het onderzoekscentrum, maar was er wel nauw mee verbonden.

In 1990 kreeg het instituut de algemenere naam "Forschungszentrum Jülich", omdat de wetenschappers in Jülich zich niet langer alleen op kernenergie concentreerden.
Forschungszentrum Jülich kocht meerdere supercomputers aan waaronder JURECA in 2015, JUWELS in 2018 en JUPITER in 2023. 
Op 13 februari 2025 bevestigde het Amerikaanse bedrijf D-Wave Quantum Inc. dat Forschungszentrum Jülich een D-Wave Quantum Computer had aangekocht, waarmee de Duitse organisatie het eerste computercentrum ter wereld werd dat ook met het D-Wave Advantage™-systeem aan de slag kon. Het aangekochte systeem zou binnen JUNIQ (Jülich UNified Infrastructure for Quantum Computing), gekoppeld worden aan hun JUPITER exascale supercomputer voor onderzoek met betrekking tot kunstmatige intelligentie en processoptimalisatie.

## Organisatie binnen het Forschungszentrum Jülich
De verschillende instituten en projectgroepen in het Forschungszentrum Jülich kunnen worden ingedeeld in vijf onderzoeksgebieden:
- Gezondheid:

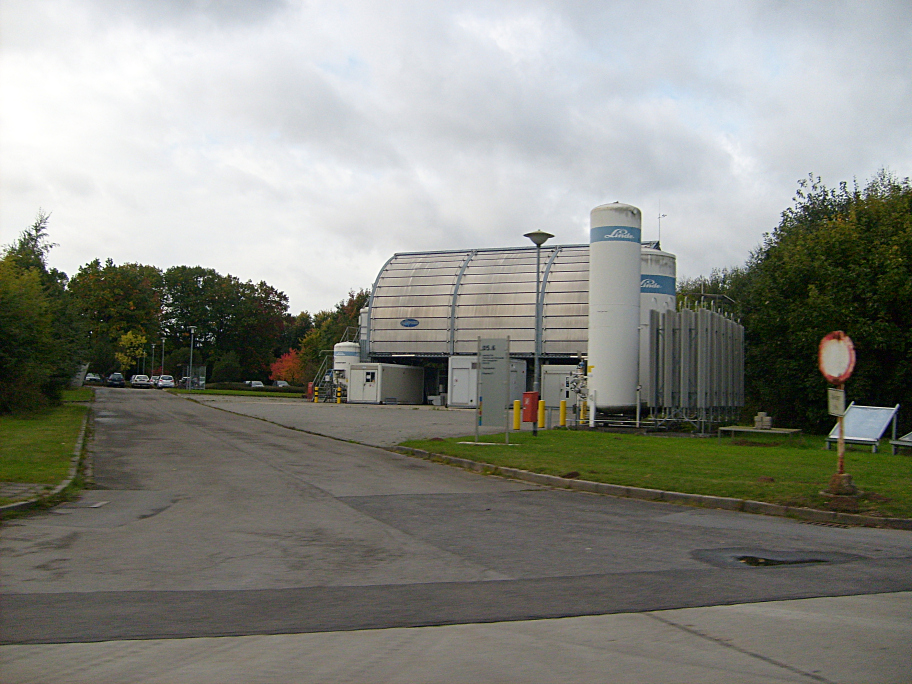
In de 20 meter lange SAPHIR-kamer (Simulation Atmosphärischer PHotochemie In einer großen Reaktionskammer) worden fotochemische reacties in de atmosfeer onderzocht.

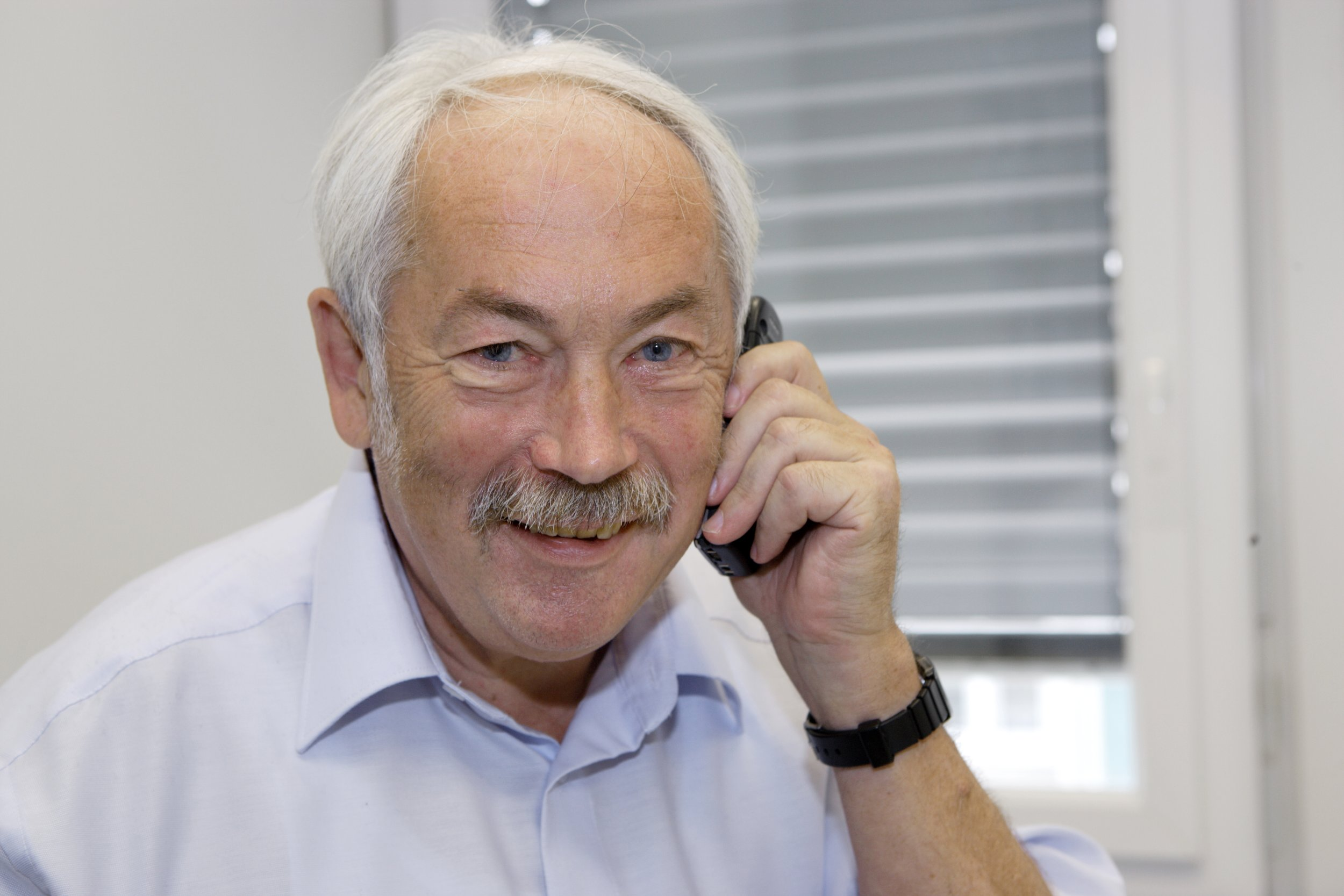
Nobelprijswinnaar professor Peter Grünberg

  - Instituut voor Neurowetenschappen en Geneeskunde
  - Instituut voor Biotechnologie
- Informatie:
  - Instituut voor Bio- en Nanosystemen
  - Instituut voor Vaste-stoffenonderzoek
- Energie en milieu:
  - Instituut voor Chemie en Dynamiek van de Geosfeer
  - Instituut voor Energieonderzoek
- Basistechnologieën:
  - Scientific Computing:
    - Jülich Supercomputing Centre
    - John von Neumann-Instituut voor Computing

  - Natuurkunde:
    - Instituut voor Kernfysica
    - Jülich Centre for Neutron Science
    - Ernst Ruska-Centrum voor Microscopie en Spectroscopie met Elektronen

  - Structurele biologie en biofysica:
    - Cellulaire Biofysica
    - Moleculaire Biofysica
    - Structurele Biochemie

## Locatie
Het terrein van Forschungszentrum Jülich ligt midden in het Stetternicher Bos en heeft een oppervlakte van 2,2 vierkante kilometer.

## Nobelprijswinnaar
Professor Peter Grünberg ontving op 10 december 2007 de Nobelprijs voor de Natuurkunde voor zijn ontdekking van het Giant Magneto Resistance (GMR)-effect. Dit is de eerste Nobelprijs voor een medewerker van Forschungszentrum Jülich en de Helmholtz-Gemeinschaft.